# Indotyphlops ahsanai
Indotyphlops ahsanai — вид змій родини сліпунів (Typhlopidae). Ендемік Пакистану.

## Поширення і екологія
Indotyphlops ahsanai відомі за типовим зразком, зібраним в районі Котлі у провінції Пенджаб, на висоті 1315 м над рівнем моря.